# Ronald Sørensen
Ronald Sørensen (Rotterdam, 4 mei 1947) is een Nederlands politicus. Hij was achtereenvolgens politicus voor de partijen Leefbaar Rotterdam en de PVV, waarvoor hij van 2011 tot 2015 in de Eerste Kamer zat. In 2017 stapte hij over naar het Forum voor Democratie van Thierry Baudet. Later stapte hij over naar JA21. In 2022 is hij samen met zijn vrouw gekozen voor de wijkraad voor Oosterflank namens Leefbaar Rotterdam.

## Opleiding en loopbaan voor de politiek
Sørensen heeft ondanks zijn woordblindheid in drie jaar de hbs gedaan, waarna hij de kweekschool volgde en vervolgens biologie en geschiedenis studeerde. Zijn woordblindheid had, naar eigen zeggen, zelfs voordelen. Sørensen vertaalt en leest sneller. In de jaren zeventig was hij een aantal jaren lid van de Partij van de Arbeid. Behalve raadslid is hij leraar geschiedenis en plaatselijk voorzitter van de onderwijsvakbond VO-ABOP.
Hij was 32 jaar docent geschiedenis en biologie op de O.S.G. Wolfert van Borselen in Rotterdam.

## Politieke carrière

### Leefbaar
In het najaar van 2001 richtte hij samen met zijn vrouw en collega Frans van der Hilst voor de gemeenteraadsverkiezingen van 2002 de politieke partij Leefbaar Rotterdam op. Zijn ambitie om de lokale politiek in te gaan was ingegeven door het feit dat hij zich niet kon vinden in hoe de zaken in de politiek verliepen. Hij stelde zaken aan de orde waar een grote kiezerspopulatie voor bleek te zijn en vroeg zijn stadgenoot Pim Fortuyn, die toen sterk in de belangstelling stond, als lijsttrekker.
In maart 2002 nam Sørensen namens Leefbaar Rotterdam zitting in de Rotterdamse gemeenteraad. Na de moord op lijsttrekker Pim Fortuyn op 6 mei 2002 werd hij in diens plaats fractievoorzitter. Bij de gemeenteraadsverkiezingen van 2006 werd hij herkozen als gemeenteraadslid. Voor de Tweede Kamerverkiezingen van 2006 stond hij op de vierde plaats op de lijst van EénNL; deze partij wist geen zetel in de Tweede Kamer te behalen. Tussen 2007 en 2011 was Sørensen ook Statenlid in de provincie Zuid-Holland. In 2022 is Sørensen samen met zijn vrouw Nel gekozen als wijkraadslid voor Oosterflank namens Leefbaar Rotterdam waarbij Nel meer (616) stemmen behaalde dan Sørensen (361).

#### Aboutaleb
Op 16 oktober 2008 werd door de Rotterdamse gemeenteraad staatssecretaris Ahmed Aboutaleb als nieuwe burgemeester voorgedragen, dit tegen de zin van Leefbaar Rotterdam. Bij monde van fractievoorzitter Sørensen verklaarde de partij dat zij liever een referendum had gehad en dat zij moeite had met de dubbele nationaliteit van Aboutaleb alsook met diens Marokkaanse herkomst vanwege problemen met bepaalde Marokkanen in de Nederlandse samenleving. Ook diens lidmaatschap van de PvdA en zijn Amsterdamse wortels werden hem kwalijk genomen. Voorts kwalificeerde Sørensen Aboutaleb als een opportunistische carrièremaker.

### PVV

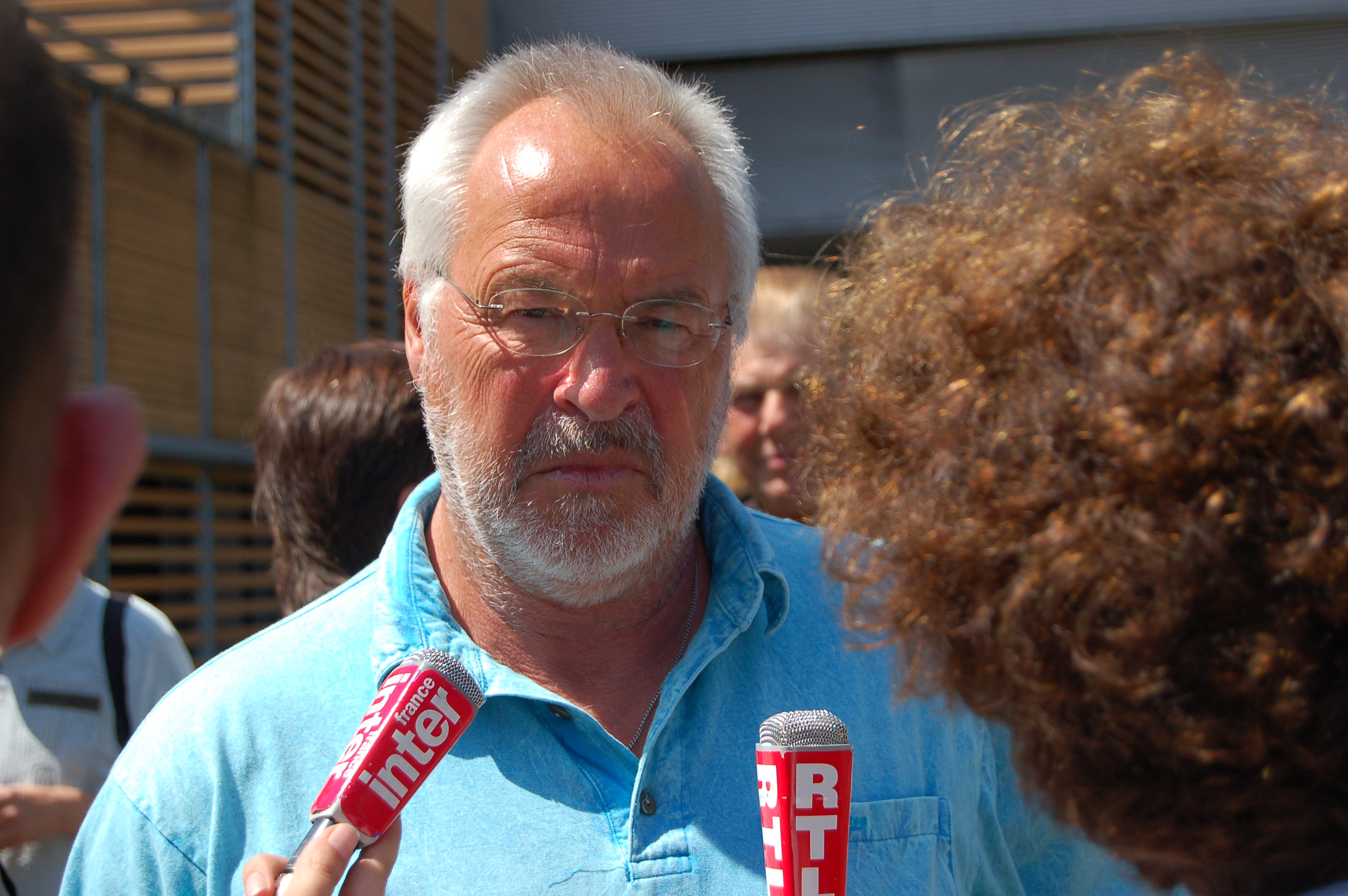
Sørensen staat Franse journalisten te woord op 5 juni 2010

Bij de Eerste Kamerverkiezingen 2011 werd Sørensen namens de Partij voor de Vrijheid gekozen in de senaat. Hij stond op de vijfde positie op de kandidatenlijst. Voor de Tweede Kamerverkiezingen 2012 was hij lijstduwer voor de PVV. Op 29 maart 2014 deed hij in het Algemeen Dagblad een oproep de partij te democratiseren door het opzetten van provinciale afdelingen en een strenge ballotage voor nieuwe leden om te voorkomen dat mensen met extreem-rechtse sympathieën zich bij de PVV aansluiten. Na de Eerste Kamerverkiezingen 2015 keerde hij niet terug.

### Forum voor Democratie
In 2017 besloot Sørensen zich aan te sluiten bij Forum voor Democratie. In een interview met Trouw stelde hij dat de PVV hem had teleurgesteld.

### JA21
Op 7 januari 2021 was Sørensen bij de Tweede Kamerverkiezingen van 2021 verkiesbaar voor de partij JA21, een afsplitsing van Forum voor Democratie.

## Publieke omroep
Sørensen was in 2008 de eerste voorzitter van de Populistische Omroep Nederland (PON), een kandidaat publieke omroep die echter niet genoeg leden wist te werven en niet mocht toetreden tot het publieke bestel.

## Trivia
- De schoondochter van Ronald Sørensen, Joanna Sørensen-Brand, was in de periode 2002-2006 eveneens raadslid van Leefbaar Rotterdam.
- In 2006 werd Sørensen 2e met De Grote Geschiedenisquiz op tv.[10]
- Zijn vaak nors overkomende gezichtsuitdrukking is een gevolg van een hersenbloeding.[11]
- In de zomer van 2018 maakte Marjolijn van Heemstra voor Das Mag een 3-delige podcast getiteld SØR.
- In de dramaserie Het jaar van Fortuyn (2022) wordt de rol van Sørensen vertolkt door Bas Keijzer.

## Publicaties
- Een gehate minderheid: NSB'ers in Rotterdam, 2003, 127 p., Speakers Academy - Rotterdam, ISBN 90-806300-7-1
- Nu ik het opschrijf, word ik weer boos, 2011 - Rotterdam, ISBN 9789081729017